# Torneo di Wimbledon 1921
Il Torneo di Wimbledon 1921 è stata la 41ª edizione del Torneo di Wimbledon e terza prova stagionale dello Slam per il 1921. Si è giocato sui campi in erba dell'All England Lawn Tennis and Croquet Club di Wimbledon a Londra in Gran Bretagna. Il torneo ha visto vincitore nel singolare maschile lo statunitense Bill Tilden che ha sconfitto in finale in 5 set il britannico Brian Norton con il punteggio di 4–6 2–6 6–1 6–0 7–5. Nel singolare femminile si è imposta la francese Suzanne Lenglen che ha battuto in finale in 2 set la statunitense Elizabeth Ryan. Nel doppio maschile hanno trionfato Randolph Lycett e Max Woosnam, il doppio femminile è stato vinto dalla coppia formata da Suzanne Lenglen e Elizabeth Ryan e nel doppio misto hanno vinto Elizabeth Ryan con Randolph Lycett.

## Risultati

### Singolare maschile
Bill Tilden ha battuto in finale  Brian Norton con il punteggio di 4–6 2–6 6–1 6–0 7–5

### Singolare femminile
Suzanne Lenglen ha battuto in finale  Elizabeth Ryan con il punteggio di 6–2, 6–0

### Doppio maschile
Randolph Lycett /  Max Woosnam hanno battuto in finale  Arthur Lowe /  Gordon Lowe con il punteggio di 6–3, 6–0, 7–5

### Doppio femminile
Suzanne Lenglen /  Elizabeth Ryan hanno battuto in finale  Winifred Beamish /   Irene Bowder Peacock con il punteggio di 6–1, 6–2

### Doppio misto
Elizabeth Ryan /  Randolph Lycett hanno battuto in finale  Phyllis Howkins /  Max Woosnam con il punteggio di 6–3, 6–1